# Venere italica
La Venere italica è un'opera in marmo realizzata da Antonio Canova. Il gesso di questa opera viene conservata presso la Gipsoteca canoviana di Possagno.

## Storia e descrizione
L'opera come compensazione per il trasferimento in Francia della Venere de' Medici, rastrellata dai francesi tra i furti napoleonici. A tale opera lo scultore si ispirò idealmente, a livello più che altro spirituale, cercando di rievocarne la tenerezza della carne, il suo dolce vibrare, il movimento nello spazio, che rende attraverso l'articolazione libera del corpo e la delicatezza delle sfumature. Lo scultore stese un impasto morbido e rosato per esaltare meglio la bellezza del corpo della dea, nell'atto di nascondersi dietro ad un telo, probabilmente sorpresa dall'arrivo di qualcuno, secondo il tema classico della Venus pudica.
La sua tecnica unica e la capacità di realizzare l'illusione della carne umana è stata chiamata "tocco diretto". Alla fine Canova avrebbe iniziato a esporre le sue opere in studio a lume di candela. Incuriosito dagli effetti della luce e dell'ombra delle candele sulla superficie in marmo traslucido, Canova iniziò presto ad ammorbidire ulteriormente le transizioni tra le varie parti della statua e strofinarle con strumenti speciali e pietra pomice, a volte per settimane o mesi. Alla fine avrebbe applicato un composto sconosciuto di patina sulla carne della scultura per alleggerire il tono della pelle. Questo processo è stato chiamato "ultimo tocco".
Secondo il critico d'arte Edward Lucie-Smith, l'espressione artistica del pudore e della vulnerabilità anche sessuale è comunicata meglio che sull'originale Venere de' Medici. La maggior parte degli spettatori ha notato l'abilità superiore di Canova su superfici e trame di marmo. 
Ugo Foscolo farà un confronto tra le due opere, quella del Canova e quella antica, e dirà della prima: "lusinga il paradiso in questa valle di lacrime", volendo esprimere con queste parole la superiorità della statua dello scultore neoclassico, questa dea più reale, quindi più desiderabile. Nelle Grazie lo stesso Foscolo, rivolgendosi al Canova, loda la statua come "la bella Dea che tu sacrasti / Qui sull'Arno alle belle Arti custode; / Ed ella d'immortal lume e d'ambrosia / La santa imago sua tutta precinse".
Si noti come anche in quest'opera c'è una voluta adesione alle teorie dello studioso tedesco Johann Joachim Winckelmann: la ricerca del bello ideale, la lontananza dallo sconvolgimento delle passioni e delle emozioni, sono presenti solo la "nobile semplicità e la quieta grandezza".